# Fennicum
Le bâtiment F ou Fennicum (finnois : Fennicum), est un bâtiment de l'université de Jyväskylä construit sur Seminaarinmäki à Jyväskylä en Finlande,.

## Histoire
L'édifice est conçu pour accueillir le département masculin du séminaire de formation des maîtres.
Le bâtiment abrite un dortoir pour élèves masculins, des installations d’enseignement des sciences naturelles et une école modèle pour entraîner les élèves à la pratique pédagogique.  
Dans les années 1920, le bâtiment est agrandi. Dans l'extension, on loge les collections d'histoire naturelle et de géographie et l'équipement d'entrainement pour l'école de formation.
L'extension est démolie dans les années 1950, lors des travaux de construction d'un nouveaux bâtiment pour l'école supérieure.
Longtemps le bâtiment sera menacé de démolition pour faire place à l'extension de la bibliothèque, mais en 1976 il est restauré et retrouve son aspect d'origine.
C'est pourquoi le bâtiment est plus proche de son aspect original que les autres édifices réalisés par Kiseleff sur la colline, édifices qui sont restaurés dans les années 1960.
C'est aussi le seul parmi les bâtiments en briques dont les espaces intérieurs sont proches de leur arrangement d'origine.

## Galerie

Au fond l'école normale et  Fennicum. À droite, le bâtiment P.
À droite, le bâtiment Fennicum. À gauche, le bâtiment S.